# Alfonso Aguilar Ruilova
Alfonso Leonidas Aguilar Ruilova (Guayaquil, 5 de marzo de 1914-Ibidem, 10 de marzo de 1989) fue un educador y periodista ecuatoriano.

## Biografía
Aguilar Ruilova nació en Guayaquil el 5 de marzo de 1914. Sus padres fueron Alfonso Aguilar Izquierdo y Margarita Ruilova.
En 1957 fundó la Confederación Nacional de Periodistas del Ecuador de la que fue su primer presidente; y años más adelante fue designado presidente del Círculo de Periodistas del Guayas.
En 1958 fundó el centro educativo Miraflores.
En 1966 fundó la Universidad Laica Vicente Rocafuerte de Guayaquil (ULVR). Cuatro años después, en 1967, consideró que esta nueva universidad, que había fundado en Guayaquil, debía desarrollar actividades en otras ciudades de importancia en el Ecuador donde aún no llegaba la educación universitaria, por lo que resolvió establecer extensiones en Esmeraldas, Babahoyo, Portoviejo y Manta. Con el devenir del tiempo, las extensiones de Esmeraldas y Babahoyo se convirtieron, en 1971, en lo que actualmente son la Universidad Técnica Luis Vargas Torres de Esmeraldas (UTE-LVT), la Universidad Técnica de Babahoyo (UTB); en 1967, en Manta, la Universidad Laica Eloy Alfaro de Manabí (ULEAM); y, en 2002, en Portoviejo, la Universidad San Gregorio de Portoviejo (USGP).
Murió en Guayaquil, el 10 de marzo de 1989.

## Honores y distinciones
- En 1972, el gobierno ecuatoriano le otorgó la Medalla de Honor de Primera Clase en Educación.
- En 1978 el gobierno del Ecuador le otorgó la Orden Nacional al Mérito.
- En 1978, la Universidad Laica Vicente Rocafuerte de Guayaquil, que él fundara, lo invistió como Doctor Honoris Causa en Ciencias de la Educación; y, desde 1980 lo designó su rector.[2]
- En Jipijapa existe una institución educativa que en su memoria se denomina Instituto Superior Alfonso Aguilar Ruilova.